# 吉夫阿塔伊姆

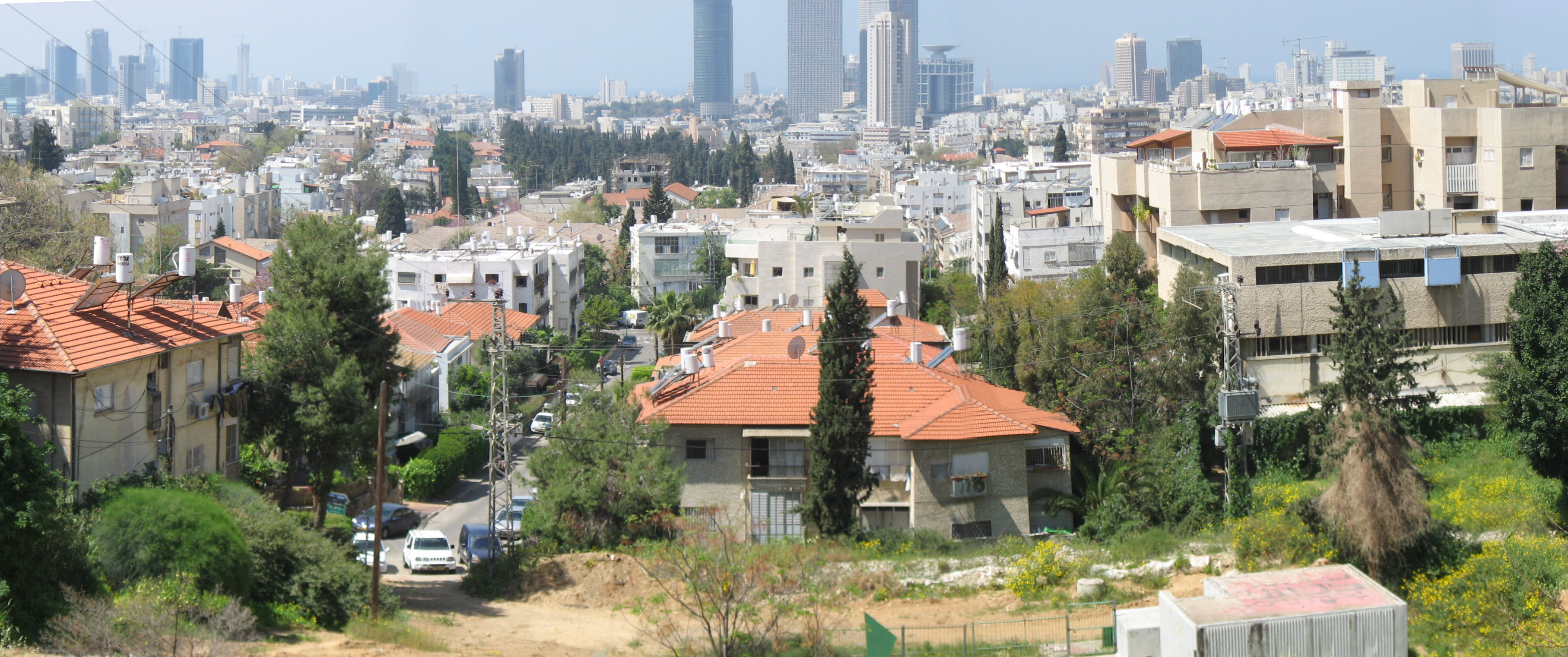

吉夫阿塔伊姆（希伯來語：גִּבְעָתַיִם）是以色列的城市，位於該國西部，始建於1922年，面積3.25平方公里，該地區自紅銅時代有人類居住，2008年人口49,800，人口密度每平方公里15,342人。

## 圖集

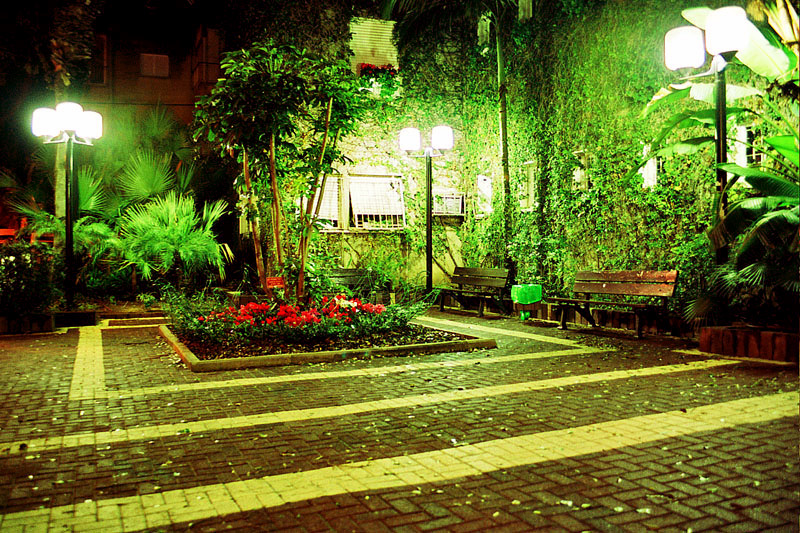

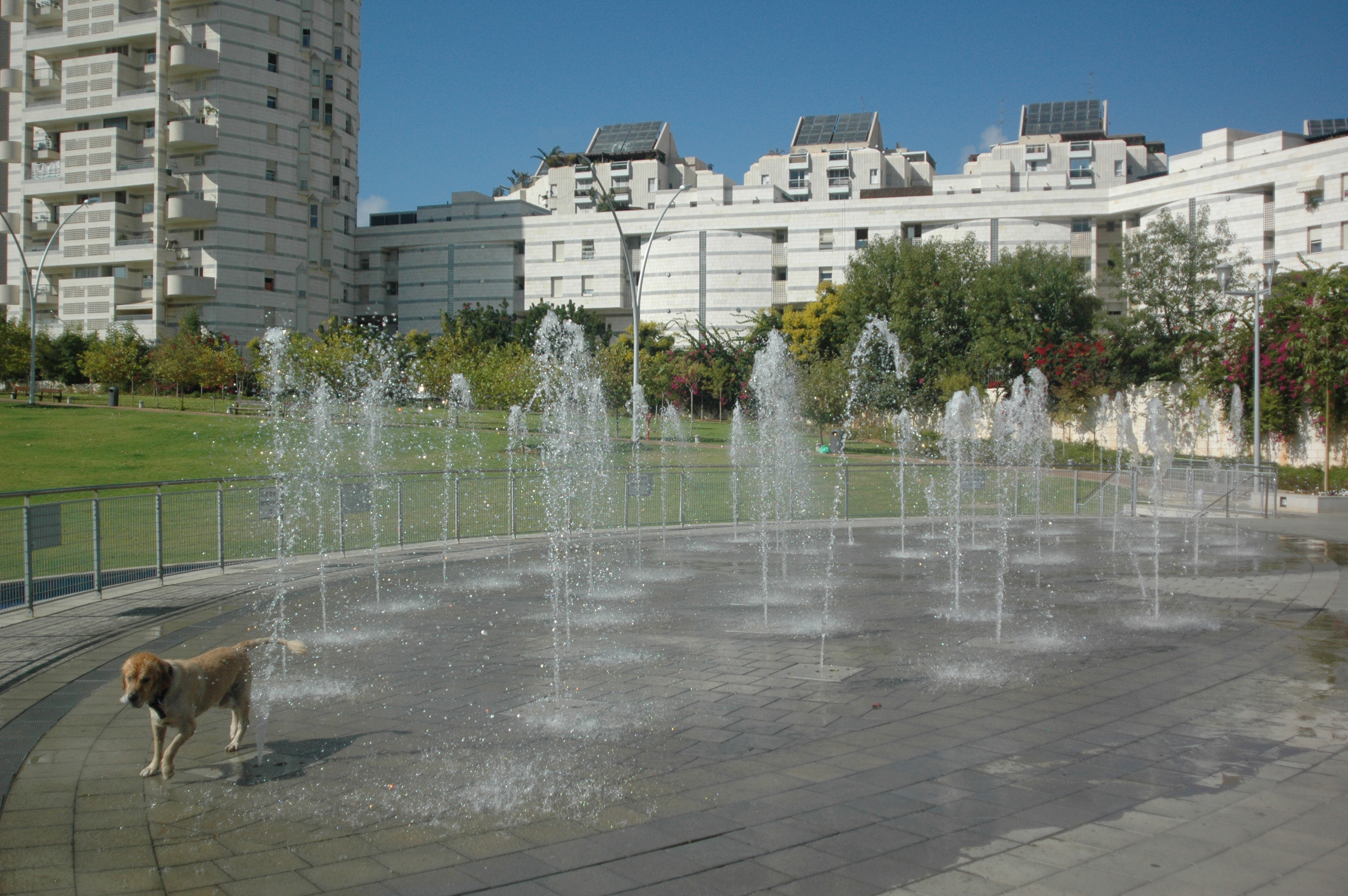

## 友好城市
- 法國 米卢斯
- 中国 哈尔滨

## 外部連結
- Official website（页面存档备份，存于）